# Assé-le-Boisne
Assé-le-Boisne – miejscowość i gmina we Francji, w regionie Kraj Loary, w departamencie Sarthe.
Według danych na rok 2010 gminę zamieszkiwało 915 osób, a gęstość zaludnienia wynosiła 32 osoby/km².